# Bracebridge Heath
Bracebridge Heath est une paroisse civile et un village du Lincolnshire, en Angleterre.